# Aeroportul Phitsanulok
Aeroportul Phitsanulok (IATA: PHS, ICAO: VTPP) este un aeroport din Aranyik⁠(d), Districtul Mueang Phitsanulok, Provincia Phitsanulok, Thailanda ce deservește zona Phitsanulok⁠(d). Aeroportul a fost tranzitat în 2020 de 373.236 de pasageri. A fost deschis în 2005 și numit după zona deservită.
Situat la o altitudine de 47 m, aeroportul dispune de o singură pistă.